# Alice di Namur
Alice di Namur (1112 o 1115 – Valenciennes, luglio 1169) è stata una nobile francese, divenuta contessa di Hainaut grazie al suo matrimonio con Baldovino IV, intorno al 1130.
Gisleberto di Mons di lei disse che aveva "un corpo grazioso e un bel viso".
Suo figlio divenne erede di Namur quando suo fratello Enrico IV di Lussemburgo morì senza figli nel 1196. I suoi genitori erano Goffredo I di Namur ed Ermesinde di Lussemburgo.

## Discendenza
Dalla sua unione con Baldovino IV di Hainaut sono nati:
- Yolanda (1131/5 - dopo il 1202), sposata in primo matrimonio con Yves II, signore di Néelle e Falvy, conte di Soissons, morto senza figli nel 1157, poi in secondo matrimonio con Ugo IV, conte di Saint-Pol,[1]
- Baldovino (1134 – 1147/50), morto giovane, è sepolto a Binche,
- Agnese (1140/45 - 1174 o dopo), detta "la zoppa", sposò Ralph signore di Coucy[1]
- Goffredo, conte di Ostrevent (1147-1159), morto a Mons a 16 anni il 6 aprile 1159 (o 1161) senza posteri, sposato a 15 anni con Eleonora di Vermandois[1]
- Lauretta (morta nel 1181), che con il suo secondo matrimonio fece molte opere di bene all'abbazia di Le Val, all'ordine di Citeaux, nella diocesi di Parigi, dove fu sepolta dopo la sua morte il 9 agosto 1181; sposata con Thierry de Gand (Dirk van Aalst), ultimo signore di Aalst e Waes, con il quale viveva ancora nel 1160 e che morì senza figli nel 1165; poi in un secondo matrimonio poco dopo il 1171 con Bouchard V, signore di Montmorency[1].
- Baldovino V, conte di Hainaut (1150-1195), poi conte di Fiandra per matrimonio con Margherita I di Fiandra[1]
- Enrico (morto dopo il 1207), signore di Sebourg, Angre e Le Fay. Riposa a Sebourg dove, sulla sua lapide, è scritto "zio di Baldovino, imperatore di Costantinopoli", sposato con Jeanne de Cysoing,[1]
- Guglielmo di Hainaut, signore di Château-Thierry nella contea di Namur, si sposò in primo matrimonio con Mahaud de Lalaing, e in secondo matrimonio con Avoye de Saint-Sauve,

- Bertha[1]

Fu sepolta nella Collegiata di Santa Valdetrude.

## Ascendenza
|                                             |                           |                               | Genitori                 |  |  | Nonni |  |  | Bisnonni            |  |  | Trisnonni          |  |
|                                             |                           |                               |                          |  |  |       |  |  | Alberto II di Namur |  |  | Alberto I di Namur |  |
|                                             |                           |                               |                          |  |  |       |  |  | Alberto II di Namur |  |  | Alberto I di Namur |  |
|                                             |                           | Ermengarda della Bassa Lorena |                          |  |  |       |  |  | Alberto II di Namur |  |  |                    |  |
| Alberto III di Namur                        |                           |                               |                          |  |  |       |  |  | Alberto II di Namur |  |  |                    |  |
|                                             |                           | Regelinda della Bassa Lorena  | Gothelo I di Lorena      |  |  |       |  |  |                     |  |  |                    |  |
|                                             |                           | Regelinda della Bassa Lorena  | Gothelo I di Lorena      |  |  |       |  |  |                     |  |  |                    |  |
|                                             |                           | Regelinda della Bassa Lorena  | …                        |  |  |       |  |  |                     |  |  |                    |  |
| Goffredo I di Namur                         |                           | Regelinda della Bassa Lorena  |                          |  |  |       |  |  |                     |  |  |                    |  |
|                                             |                           | Bernardo II di Sassonia       | Bernardo I di Sassonia   |  |  |       |  |  |                     |  |  |                    |  |
|                                             |                           | Bernardo II di Sassonia       | Bernardo I di Sassonia   |  |  |       |  |  |                     |  |  |                    |  |
|                                             |                           | Bernardo II di Sassonia       | Ildegarda di Stade       |  |  |       |  |  |                     |  |  |                    |  |
| Ida di Sassonia                             |                           | Bernardo II di Sassonia       |                          |  |  |       |  |  |                     |  |  |                    |  |
|                                             |                           | Eilika di Schweinfurt         | Enrico di Schweinfurt    |  |  |       |  |  |                     |  |  |                    |  |
|                                             |                           | Eilika di Schweinfurt         | Enrico di Schweinfurt    |  |  |       |  |  |                     |  |  |                    |  |
|                                             |                           | Eilika di Schweinfurt         | Gerberga di Gleiberg     |  |  |       |  |  |                     |  |  |                    |  |
| Alice di Namur                              |                           | Eilika di Schweinfurt         |                          |  |  |       |  |  |                     |  |  |                    |  |
|                                             | Giselberto di Lussemburgo | Filippo di Lussemburgo        |                          |  |  |       |  |  |                     |  |  |                    |  |
|                                             | Giselberto di Lussemburgo | Filippo di Lussemburgo        |                          |  |  |       |  |  |                     |  |  |                    |  |
|                                             | Giselberto di Lussemburgo | …                             |                          |  |  |       |  |  |                     |  |  |                    |  |
| Corrado I di Lussemburgo                    | Giselberto di Lussemburgo |                               |                          |  |  |       |  |  |                     |  |  |                    |  |
|                                             |                           | …                             | …                        |  |  |       |  |  |                     |  |  |                    |  |
|                                             |                           | …                             | …                        |  |  |       |  |  |                     |  |  |                    |  |
|                                             |                           | …                             | …                        |  |  |       |  |  |                     |  |  |                    |  |
| Ermesinde di Lussemburgo, contessa di Namur |                           | …                             |                          |  |  |       |  |  |                     |  |  |                    |  |
|                                             |                           | Guglielmo VII d'Aquitania     | Guglielmo V di Aquitania |  |  |       |  |  |                     |  |  |                    |  |
|                                             |                           | Guglielmo VII d'Aquitania     | Guglielmo V di Aquitania |  |  |       |  |  |                     |  |  |                    |  |
|                                             |                           | Guglielmo VII d'Aquitania     | Agnese di Borgogna       |  |  |       |  |  |                     |  |  |                    |  |
| Clemenza d'Aquitania                        |                           | Guglielmo VII d'Aquitania     |                          |  |  |       |  |  |                     |  |  |                    |  |
|                                             |                           | Ermesinda                     | …                        |  |  |       |  |  |                     |  |  |                    |  |
|                                             |                           | Ermesinda                     | …                        |  |  |       |  |  |                     |  |  |                    |  |
|                                             |                           | Ermesinda                     | …                        |  |  |       |  |  |                     |  |  |                    |  |
|                                             |                           | Ermesinda                     |                          |  |  |       |  |  |                     |  |  |                    |  |